# Nancy Leigh DeMoss
Nancy Leigh DeMoss es una autora y predicadora cristiana estadounidense. A la vez es anfitriona de los programas de radio Revive Our Hearts ("Aviva Nuestros Corazones") y Seeking Him ("Buscándole"). Nancy Leigh DeMoss nació del matrimonio de Nancy y Arthur De Moss, quienes juntos formaron un sólido hogar cristiano. A una temprana edad, ella rindió su vida a Cristo y a su llamado al servicio de tiempo completo.

## Biografía
Nancy Leigh DeMoss nació en el seno de una familia cristiana dedicada a la evangelización del mundo. Se convierte al cristianismo a temprana edad y se dedica a la obra de Dios a tiempo completo. Se graduó de la Universidad del Sur de California. 

### Ministerio
Luego de su graduación, con un título en interpretación de piano, Nancy se convierte en la Directora del Ministerio de Niños de Primaria en la Thomas Road Baptist Church, en Lynchburg, Virginia. A partir del año 1980, ha estado sirviendo como parte del personal de Life Action Ministries, un ministerio de avivamiento ubicado en Buchanan, Michigan. Fue Directora del Ministerio de Mujeres y editora de la revista Spirit of Revival ("Espíritu de Avivamiento") hasta el año 2001. Ha compartido su interés en el avivamiento personal y corporativo en conferencias y retiros por más de 20 años. Nancy se ha destacado por encabezar un movimiento, Mujer Verdadera, que busca rescatar la feminidad de acuerdo con la Palabra de Dios, a través de Aviva Nuestros Corazones, un ministerio de Life Action. Su amor por la Biblia, y la gracia con la que comparte la Palabra a través de la página web de Aviva Nuestros Corazones, inspira a cualquier persona en necesidad a llenarse de Cristo y de sus enseñanzas. Nancy se ha destacado en la radio, en la realización de conferencias de Aviva Nuestros Corazones, "True Woman" en Indianapolis y República Dominicana, así como también, por medio de más de quince libros de su autoría. Se casó con el escritor cristiano, Robert Wolgemuth el 14 de noviembre de 2015, por tal motivo cambió su nombre a Nancy De Moss Wolgemuth.

## Libros
Nancy es autora de unos 14 libros, incluyendo los siguientes:
- Atrévete a ser una mujer conforme al plan de Dios (Portavoz)
- La gratitud y el perdón (Portavoz)
- Mentiras que las jóvenes creen y la Verdad que las hace libres (Portavoz; coautora Danna Gresh)
- Quebrantamiento: El corazón avivado por Dios (Portavoz)
- Sea agradecido (Portavoz)